# Forma Chen Lao Jia Er Lu
La lao jia er lu (vecchia struttura, seconda forma), nota anche come lao jia pao chui (vecchia struttura, pugno cannone), è una delle molteplici forme dell'arte marziale taoista dello taijiquan stile Chen.
È caratterizzata da un ritmo di esecuzione veloce e da un gran numero di movimenti di fajin. Per una sua corretta esecuzione, occorre che lo studente abbia già sviluppato un buon livello di comprensione della disciplina, altrimenti i movimenti sono eseguiti in modo rigido ed "esterno".
| Posizione | Nome in cinese            | Nome in italiano                                   | Movimenti |
| 1         | yu bei shi                | Preparazione                                       |           |
| 2         | jing gang dao bu          | Il Guerriero di Buddha (Jin Gang) pesta il mortaio |           |
| 3         | Lan Zha Yi                | Pigro nell'allacciare la veste                     |           |
| 4         | liu feng si bi            | Sei sigilli e quattro chiusure                     |           |
| 5         | Dan Bian                  | Frustata semplice                                  |           |
| 6         | ye bu hu xin chui         | Il pugno protettore del cuore                      |           |
| 7         | jing bu xie xin           | Avanzata obliqua                                   |           |
| 8         | hui tou jing gang dao dui | Il Guerriero di Buddha si gira e martella          |           |
| 9         | pie shen chui             | Piegarsi con la schiena                            |           |
| 10        | zhi dang                  | Pugno in mezzo le gambe                            |           |
| 11        | zhan shou                 | La mano che taglia                                 |           |
| 12        | fan hua wu xiu            | Il fiore si gira facendo girare le maniche         |           |
| 13        | yan shou hon quan         | Nascondere la mano e dare un pugno                 |           |
| 14        | yao lan zhou              | Girare il bacino e bloccare con il gomito          |           |
| 15        | da hon quan xiao hon quan |                                                    |           |
| 16        | yu nü chuan suo           | La ragazza di giada lancia il razzo                |           |
| 17        | tao qi long               | Scavalcare all'indietro il drago                   |           |
| 18        | yan shou hon quan         | Nascondere la mano e dare un pugno                 |           |
| 19        | go pian go pian           |                                                    |           |
| 20        | shuo tou shi              | Posizione della testa dell'animale                 |           |
| 21        | pi jia zi                 | Spaccare                                           |           |
| 22        | yan shou hon quan         | Nascondere la mano e dare un pugno                 |           |
| 23        | fu hu                     | Soggiogare la tigre                                |           |
| 24        | mo mei hon                | Muovere le sopracciglia rosse                      |           |
| 25        | huang long san jiao shui  | Il drago giallo agita l'acqua tre volte            |           |
| 26        | zuo chong you chong       |                                                    |           |
| 27        | yan shou hon quan         | Nascondere la mano e dare un pugno                 |           |
| 28        | sao tang tui              | Spazzare                                           |           |
| 29        | yan shou hon quan         | Nascondere la mano e dare un pugno                 |           |
| 30        | quan pao chui             |                                                    |           |
| 31        | yan shou hon quan         | Nascondere la mano e dare un pugno                 |           |
| 32        | dao cha dao cha           |                                                    |           |
| 33        | zuo er hon you er hon     |                                                    |           |
| 34        | hui tou dan tou pao       | Girare il cannone e sparare a portata              |           |
| 35        | bian shi da zhuo pao      |                                                    |           |
| 36        | yao lan zhou              |                                                    |           |
| 37        | shun lan zhou             |                                                    |           |
| 38        | wo di pao                 | Il cannone della tana                              |           |
| 39        | hui tou jing lang zhi ru  |                                                    |           |
| 40        | jin gang dao shui         | Il Guerriero di Buddha pesta il mortaio            | 4         |
| 41        | shou shi                  | Conclusione                                        | 5         |